# Jan Piotr Simon
Jan Piotr Simon, fr. Jean-Pierre Simon (ur. ? w Paryżu, zm. 2 września 1792 w Saint-Germain-des-Prés) – francuski błogosławiony Kościoła katolickiego, prezbiter.
Z wykształcenia był prawnikiem. Po przyjęciu w 1750 roku święceń kapłańskich podjął działalność duszpasterską na terenie diecezji paryskiej początkowo jaki wikariusz. Został później kuratorem w Poigny i kolejno delegatem kapituły. W 1789 roku uczestniczył w zgromadzeniu elektorów. Gdy w rewolucyjnej Francji nasiliło się prześladowanie katolików, uwięziony został w 1792 roku na terenie opactwa Saint-Germain-des-Prés. Zginął z rąk tłumu, który wcześniej wymordował przewożonych z merostwa do opactwa więźniów, w czasie masakr wrześniowych.
Współcześni nadali mu przydomek „stary ksiądz Simon”. W Kościele katolickim wspominany jest w dzienną rocznicę śmierci.
Jan Piotr Simon został beatyfikowany 17 października 1926 wraz z 190 innymi męczennikami francuskimi przez papieża Piusa XI.